# SM UB-37
SM UB-37 – niemiecki jednokadłubowy okręt podwodny typu UB II w stoczni Blohm + Voss w Hamburgu w latach 1915-1916. Zwodowany 28 grudnia 1915 roku, wszedł do służby w Kaiserliche Marine 10 czerwca 1916 roku. W czasie swojej służby, SM UB-37 odbył 10 patroli, podczas których zatopił 31 jednostek nieprzyjaciela.

## Budowa
SM UB-37 należał do typu UBII, który był następcą typu UB I. Był średnim jednokadłubowym okrętem przeznaczonymi do działań przybrzeżnych, o prostej konstrukcji, długości 36,90 metrów, wyporności w zanurzeniu 274 BRT, zasięgu 7030 Mm przy prędkości 5 węzłów na powierzchni oraz 45 Mm przy prędkości 4 węzły w zanurzeniu. W typie UBII poprawiono i zmodernizowano wiele rozwiązań, uważanych za wadliwe w typie UBI. Zwiększono moc silników, zaś pojedynczy wał napędowy zastąpiono dwoma. Okręty serii od UB-30 do UB-41, budowane w stoczni Blohm + Voss w Hamburgu, miały zwiększoną szerokość i długość, ich wyporność w zanurzeniu wzrosła do 303 BRT.

## Służba
Dowódcą okrętu został 22 maja 1916 roku mianowany Oberleutnant zur See Hans Valentiner. Valentiner dowodził okrętem do 6 listopada 1916 roku. 5 lipca jednostka został przydzielona do Flotylli Flandria. Operował w obszarze kanału Morza Północnego, La Manche, północnych wybrzeży Francji oraz Morza Celtyckiego.
21 lipca 1916 roku około 15 mil od Coquet Island przy Amble UB-37 zatrzymał i poważnie uszkodził duński czteromasztowy żaglowiec „Samsø” o pojemności 388 BRT. Statek płynął z Halmstad do Hull. 22 lipca około 50 mil na wschód od Hartlepool UB-37 zatopił pięć żaglowców płynących do portu w Hartlepool. Trzy norweskie oraz dwa szwedzkie
.
Ostatnim zatopionym przez UB-37 statkiem pod dowództwem Hansa Valentinera statkiem był francuski parowiec „Afrique” o pojemności 172 BRT. Zbudowany w 1886 roku statek płynął z Bajonny do Barry. Został zatopiony około 40 mil na południe od Landwednack.
7 listopada 1916 roku dowództwo nad UB-37 objął Oberleutnant zur See Paul Günther. 28 listopada około 25 mil od Berry Head, na południe od Brixham UB-37 zatopił pięć oraz uszkodził jeden brytyjski kuter rybacki. Największym zatopionym przez UB-37 statkiem był grecki parowiec „Fofo” o pojemności 2615 BRT. Parowiec został zbudowany w 1892 roku w J. Readhead & Sons, So. Shields, płynął z Tyne do Saint Vincent z ładunkiem węgla. 4 grudnia statek został zatrzymany i zatopiony poprzez podłożenie ładunków wybuchowych ok. 40 mil na zachód od Ouessant.
14 stycznia 1917 roku, w czasie ataku na statek pułapkę HMS „Penshurst”, UB-37 został kilkakrotnie trafiony i zaczął tonąć. Na tonący okręt zostały zrzucone bomby głębinowe. Nikt z załogi nie przeżył. Symboliczny grób poległych znajduje się na cmentarzu wojennym w Heikendorf.
W czasie swojej służby UB-37 odbył 10 patroli, zatopił 31 statków nieprzyjaciela o łącznej pojemności 20 504 BRT, uszkodził 3 statki (1622 BRT) oraz zajął jeden jako pryz (400 BRT).